# Record de France de natation messieurs du 100 mètres papillon
Le record de France de natation sportive messieurs pour l'épreuve du 100 mètres papillon concerne les records obtenus par les athlètes dans cette épreuve en bassin de 50 et 25 mètres.

## Bassin de 50 mètres
| Temps      | Athlète            | Naissance | Âge | Club                            | Compétition                | Lieu        | Date              |
| ---------- | ------------------ | --------- | --- | ------------------------------- | -------------------------- | ----------- | ----------------- |
| 57 s 58    | Serge Buttet       |           |     | D. Romanais                     | Championnats du monde      | Cali        | 26 juillet 1975   |
| 57 s 38    | Serge Buttet       |           |     | D. Romanais                     |                            | Tarbes      | 6 mars 1976       |
| 57 s 04    | Xavier Savin       | 1960      | 19  | Club Nautique Havrais           |                            | Split       | 19 septembre 1979 |
| 56 s 69    | Xavier Savin       | 1960      | 20  | Club Nautique Havrais           | Championnats de France     | Bordeaux    | 12 avril 1980     |
| 56 s 07    | Xavier Savin       | 1960      | 20  | Club Nautique Havrais           | Jeux Olympiques (s)        | Moscou      | 23 juillet 1980   |
| 55 s 67    | Xavier Savin       | 1960      | 20  | Club Nautique Havrais           | Jeux Olympiques (d)        | Moscou      | 22 juillet 1980   |
| 55 s 66    | Xavier Savin       | 1960      | 20  | Club Nautique Havrais           | Jeux Olympiques (f)        | Moscou      | 23 juillet 1980   |
| 55 s 21    | Ludovic Depickère  | 1969      | 17  | Dauphins de Wattrelos           | Championnats de France     | Millau      | 20 juillet 1986   |
| 55 s 05    | Jim Askervold      | 1967      | 20  | Racing club de France           |                            | Clovis      | 31 juillet 1987   |
| 54 s 78    | Jim Askervold      | 1967      | 20  | Racing club de France           | Championnats d'Europe      | Strasbourg  | 19 août 1987      |
| 54 s 76    | Bruno Gutzeit      | 1966      | 23  | Dauphins du TOEC                |                            | Forbach     | 16 mars 1989      |
| 54 s 50    | Bruno Gutzeit      | 1966      | 23  | Dauphins du TOEC                |                            | Bonn        | 16 août 1989      |
| 54 s 35    | Bruno Gutzeit      | 1966      | 26  | Dauphins du TOEC                | Jeux Olympiques            | Barcelone   | 27 juillet 1992   |
| 54 s 11    | Franck Esposito    | 1971      | 22  | Cercle des nageurs d'Antibes    | Championnats d'Europe      | Sheffield   | 5 août 1993       |
| 53 s 60    | Franck Esposito    | 1971      | 24  | Cercle des nageurs d'Antibes    | Championnats d'Europe      | Vienne      | 23 août 1995      |
| 53 s 38    | Franck Esposito    | 1971      | 26  | Cercle des nageurs d'Antibes    | Championnats de France (s) | Mennecy     | 16 mai 1997       |
| 53 s 20    | Franck Esposito    | 1971      | 26  | Cercle des nageurs d'Antibes    | Championnats de France (f) | Mennecy     | 16 mai 1997       |
| 53 s 17    | Franck Esposito    | 1971      | 27  | Cercle des nageurs d'Antibes    | Championnats du monde (s)  | Perth       | 16 janvier 1998   |
| 52 s 94    | Franck Esposito    | 1971      | 27  | Cercle des nageurs d'Antibes    | Championnats du monde (f)  | Perth       | 16 janvier 1998   |
| 52 s 52    | Franck Esposito    | 1971      | 29  | Cercle des nageurs d'Antibes    | Championnats de France     | Rennes      | 25 mars 2000      |
| 52 s 48 NH | Franck Esposito    | 1971      | 31  | Cercle des nageurs d'Antibes    | Vittel Cup (f)             | Lyon        | 22 décembre 2002  |
| 52 s 49    | Franck Esposito    | 1971      | 32  | Cercle des nageurs d'Antibes    | Championnats du monde (d)  | Barcelone   | 25 juillet 2003   |
| 52 s 29    | Frédérick Bousquet | 1981      | 27  | Cercle des nageurs de Marseille | Toyota Grand Prix (f)      | Colombus    | 4 avril 2008      |
| 51 s 83    | Frédérick Bousquet | 1981      | 27  | Cercle des nageurs de Marseille | Championnats de France (d) | Dunkerque   | 25 avril 2008     |
| 51 s 50    | Frédérick Bousquet | 1981      | 27  | Cercle des nageurs de Marseille | Championnats de France (f) | Dunkerque   | 26 avril 2008     |
| 51 s 50    | Clément Lefert     | 1987      | 22  | Olympic Nice Natation           | Championnats de France (d) | Montpellier | 24 avril 2009     |
| 51 s 42    | Clément Lefert     | 1987      | 22  | Olympic Nice Natation           | Championnats de France (f) | Montpellier | 25 avril 2009     |
| 51 s 39    | Mehdy Metella      | 1992      | 23  | Cercle des nageurs de Marseille | Championnats du monde (d)  | Kazan       | 7 août 2015       |
| 51 s 24    | Mehdy Metella      | 1992      | 23  | Cercle des nageurs de Marseille | Championnats du monde (f)  | Kazan       | 8 août 2015       |
| 51 s 06    | Mehdy Metella      | 1992      | 25  | Cercle des nageurs de Marseille | Championnats du monde (d)  | Budapest    | 28 juillet 2017   |
| 50 s 85    | Mehdy Metella      | 1992      | 26  | Cercle des nageurs de Marseille | Championnats de France (f) | Rennes      | 21 avril 2019     |
| 50 s 61    | Maxime Grousset    | 1999      | 24  | CS Clichy 92                    | Championnats de France (f) | Rennes      | 16 juin 2023      |
| 50 s 14    | Maxime Grousset    | 1999      | 24  | CS Clichy 92                    | Championnats du monde (f)  | Fukuoka     | 29 juillet 2023   |
| 50 s 11    | Maxime Grousset    | 1999      | 26  | CS Clichy 92                    | Championnats de france (f) | Montpellier | 19 juin 2025      |
| 49 s 62 RE | Maxime Grousset    | 1999      | 26  | CS Clichy 92                    | Championnats du monde (f)  | Singapour   | 2 août 2025       |

## Bassin de 25 mètres
| Temps   | Athlète            | Naissance | Âge | Club                            | Compétition                | Lieu                 | Date             |
| ------- | ------------------ | --------- | --- | ------------------------------- | -------------------------- | -------------------- | ---------------- |
| 55 s 32 | Xavier Savin       | 1960      | 21  |                                 | Meeting Arena (f)          | Boulogne-Billancourt | 1981             |
| -----   |                    |           |     |                                 |                            |                      |                  |
| 53 s 67 | Bruno Gutzeit      | 1966      | 25  | Dauphins du TOEC                |                            | Boulogne-Billancourt | 23 février 1991  |
| 53 s 13 | Franck Esposito    | 1971      | 21  | AS Cachalots de Six-Fours       | Coupe du monde             | Paris                | 2 février 1992   |
| 52 s 69 | Franck Esposito    | 1971      | 23  | Cercle des nageurs d'Antibes    | Coupe du monde             | Paris                | 27 mars 1994     |
| 51 s 63 | Franck Esposito    | 1971      | 27  | Cercle des nageurs d'Antibes    | Championnats interclubs    | Dunkerque            | 31 janvier 1998  |
| 51 s 37 | Franck Esposito    | 1971      | 30  | Cercle des nageurs d'Antibes    | Championnats interclubs    | Antibes              | 13 janvier 2001  |
| 51 s 18 | Franck Esposito    | 1971      | 30  | Cercle des nageurs d'Antibes    | Championnats interclubs    | Dunkerque            | 22 décembre 2001 |
| 51 s 00 | Frédérick Bousquet | 1981      | 27  | Cercle des nageurs de Marseille | Meeting de Saint-Dizier    | Saint-Dizier         | 16 novembre 2008 |
| 50 s 48 | Frédérick Bousquet | 1981      | 27  | Cercle des nageurs de Marseille | Championnats interclub     | Istres               | 20 décembre 2008 |
| 50 s 06 | Jérémy Stravius    | 1988      | 25  | Amiens Métropole Natation       | Championnats de France (f) | Dijon                | 5 décembre 2013  |
| 50 s 04 | Jérémy Stravius    | 1988      | 25  | Amiens Métropole Natation       | Championnats d'Europe (s)  | Herning              | 12 décembre 2013 |
| 49 s 58 | Mehdy Metella      | 1992      | 26  | Cercle des nageurs de Marseille | Championnats de France (f) | Montpellier          | 15 novembre 2018 |
| 49 s 45 | Mehdy Metella      | 1992      | 26  | Cercle des nageurs de Marseille | Championnats du monde (f)  | Hangzhou             | 13 décembre 2018 |
| 49 s 24 | Maxime Grousset    | 1999      | 24  | CS Clichy 92                    | Championnats de France (f) | Angers               | 26 octobre 2023  |
| 48 s 94 | Maxime Grousset    | 1999      | 24  | CS Clichy 92                    | Championnats d'Europe (f)  | Otopeni              | 5 décembre 2023  |